# Adolf Tegtmeier
Adolf Tegtmeier (* 25. Oktober 1894 in Bielefeld; † 14. März 1975 in Bad Berka) war ein deutscher Arzt. Er trägt besondere Verdienste um die Behandlung der Tuberkulose.

## Leben
Adolf Tegtmeier wuchs in Bielefeld auf. Im Alter von fünf Jahren verlor er seinen Vater, womit der Familie die materielle Basis entzogen war. Tegtmeier wuchs bei Verwandten auf, die ihm den Besuch des Gymnasiums ermöglichten. Abitur, Medizinstudium an der Ludwigs-Universität Gießen, Staatsexamen mit Auszeichnung und Promotion summa cum laude – liest sich sehr glatt, dahinter standen aber größte Anstrengungen, da er das Studium über eine schwierige Zeit selbst ermöglichen musste. Seit 1914 war er Mitglied der Burschenschaft Alemannia Gießen.
Durch die Arbeit in einem Duisburger Krankenhaus erkannte er die Gefährlichkeit der Tuberkulose und setzte seine Tätigkeit an den großen Lungenheilstätten Landeshut in Schlesien fort. Nach seiner Promotion 1924 wechselte Tegtmeier an die Sophienheilstätte in München (Bad Berka), wurde Oberarzt und übernahm 1934 die Leitung der Einrichtung. Unter seiner Führung wurde sie zu einer bedeutenden Lungenheilstätte weiterentwickelt. 1945 konnte Tegtmeier deren Umwandlung in ein sowjetisches Seuchenlazarett verhindern. 1947 wurde Schloss Tonndorf in Tonndorf in die Tuberkuloseheilstätten einbezogen und ab 1950 entsprechend modernisiert.
Von 1951 bis 1957 wurde in Bad Berka die Zentralklinik für Lungenkrankheiten auf der Harth errichtet. Diese von ihm geplante und bis 1966 in Funktion des Ärztlichen Direktors geleitete Klinik war ein führendes medizinisches Zentrum in der DDR, mit über 1000 Betten. In ihm spielte die berufliche Umschulung genesener Tuberkulosekranker eine große Rolle. Sobald möglich, führte Tegtmeier die Chemotherapie der Tuberkulose in seiner Klinik ein. Auch die Lungenchirurgie spielte eine bedeutende Rolle. Erst mit 72 Jahren beendete Tegtmeier seine berufliche Tätigkeit zum Ende des Jahres 1966. Sein Nachfolger in Bad Berka wurde Hans-Georg Ganguin (1915–1985). Mit dem Rückgang der Tuberkulose wurde die Klinik ab 1970 als Herzchirurgisches Zentrum der DDR aufgebaut.
Tegtmeier habilitierte sich 1954 an der Medizinischen Akademie Erfurt, an der er auch das Fach Lungenkrankheiten mit seinen Vorlesungen vertrat. Er war Mitglied der LDPD.

## Auszeichnungen
- 1954 Ehrenbürger von Bad Berka für seine Verdienste um die Bekämpfung der Tuberkulose und den Ausbau der medizinischen Einrichtungen der Stadt
- 1956 Vaterländischer Verdienstorden der DDR in Silber[5]
- 1964 Nationalpreis der DDR I. Klasse für Wissenschaft und Technik (im Kollektiv)
- 1961 Obermedizinalrat.
- Benennung einer Allee in München (Bad Berka) nach ihm